# Vassílievka (Bikinski)
Vassílievka - Васильевка (rus) - és un poble (un possiólok) del krai de Khabàrovsk, a Rússia, que el 2012 tenia 35 habitants. Pertany al districte rural de Bikinski.